# ちばりあん
ちば りあん（2001年7月14日 - ）は、日本のファッションモデル、女優、タレントである。2010年よりジュニアファッション誌「ニコ☆プチ」の読者モデルとして活躍。2013年5月より「動物園系アイドルユニット キャンディzoo」に加入し、2014年11月に卒業。RIZEプロダクション所属。

## 略歴
- 2009年、ナルミヤ・インターナショナルのモデルオーディションのファイナリストとなったことがきっかけで、モデルとしての活動を始める。同時期くらいに、ジャズダンスも習い始める。
- 2009年11月に「りあんとひつじのぶろぐ」を開設し、2015年現在も頻繁に更新を行っている。
- 2010年よりジュニアファッション誌「ニコ☆プチ」の読者モデルとなる。
- 2012年より「アーミー系アイドルユニット loop」の候補生としてアイドル活動を開始。
- 2013年5月より「動物園系アイドルユニット キャンディzoo」の正規メンバーとなる。キリン担当。
- 2014年11月30日、下北沢ERAにて開催されたキャンディzooワンマンライブ『キャンディzooサーカス始めました』をもってキャンディzooを卒業。

## 人物
- 趣味はぬいぐるみの洋服作りと、漫画を描くこと。
- 特技は一輪車。
- 好きな言葉は「はぴはぴ」[2]。
- 「メガネ萌え」を公言しており、『名探偵コナン』の「江戸川コナン」や『神聖かまってちゃん』の「ちばぎん」などのメガネ男子を好む傾向がある。
- 「ブライス」や「シルバニアファミリー」を集めており、人形遊びを好む。

## 出演

### ショーモデル
- 天空ライブ／新・天空ライブ（2010年1月、5月）
- キッズファッションショー（2010年8月）
- 祭THE無問題 meenyファッションショー（2010年9月）
- デザインフェスタ（2010年11月、2011年11月）
- ESTACTION（2011年1月、9月、2012年5月、7月）
- TOKYO KIDS FESTA! Vol. 1（2011年1月）
- INGライブ（2011年5月）
- サンシャイン ファッションカーニバル（2011年8月、12月）
- Jewel Box Vol. 1（2012年3月）
- インターナショナルキッズファッションショー（2012年3月）
- ニコ☆プチ JSガールコレクション（2012年4月）
- さつきフェスタ21（2012年5月）
- DECAO（2012年6月）
- 東京原宿Kawaiiコレクション（2012年7月）
- シエルコート開業6周年記念祭 キッズ秋冬コレクションモデル（2012年10月）
- プチ☆コレ2013（2013年4月）
- TOKYO TOP KIDS COLLECTION A/W 2013 INNER PRESSモデル（2013年8月）
- プチ☆コレ2014　(2014年4月)
- Tokyo Fashion Collection ゲストモデル(2014年5月)
- COLLECTION BOX ゲストモデル（2014年7月）
- TOKYO TOP KIDS COLLECTION  A/W 2014 スペシャルステージモデル（2014年7月）

### 映画
- 第一回 三分映画オムニバス上映企画「風雲」『まじょのち』（2009年11月、松本志野監督） - 主演・あやこ 役

### カタログ・リーフレット・イメージキャラクター
- ダンス組 組モ（2010年 - ）イメージモデル
- 子供フォーマルキャッスル（2011年 - ）イメージモデル
- キャンディー・ア・ゴー・ゴー（2013年 - ）イメージキャラクター
- 「SoLaDo Girls!」3期生（2014年2月 - ）イメージモデル

### 配信
- JSTV（2011年4月 - 5月、あっ!とおどろく放送局）

## 書籍

### 雑誌
- おしゃれガールズコレクション（2010年5月、ブティック社）
- ニコ☆プチ（2010年10月 - 、読者モデル、新潮社）
- TRASH-UP!! vol. 17（2014年2月、「アイドル50人に聞く 2013私のベスト5!!」、トラッシュアップ社)